# ネルトゥス

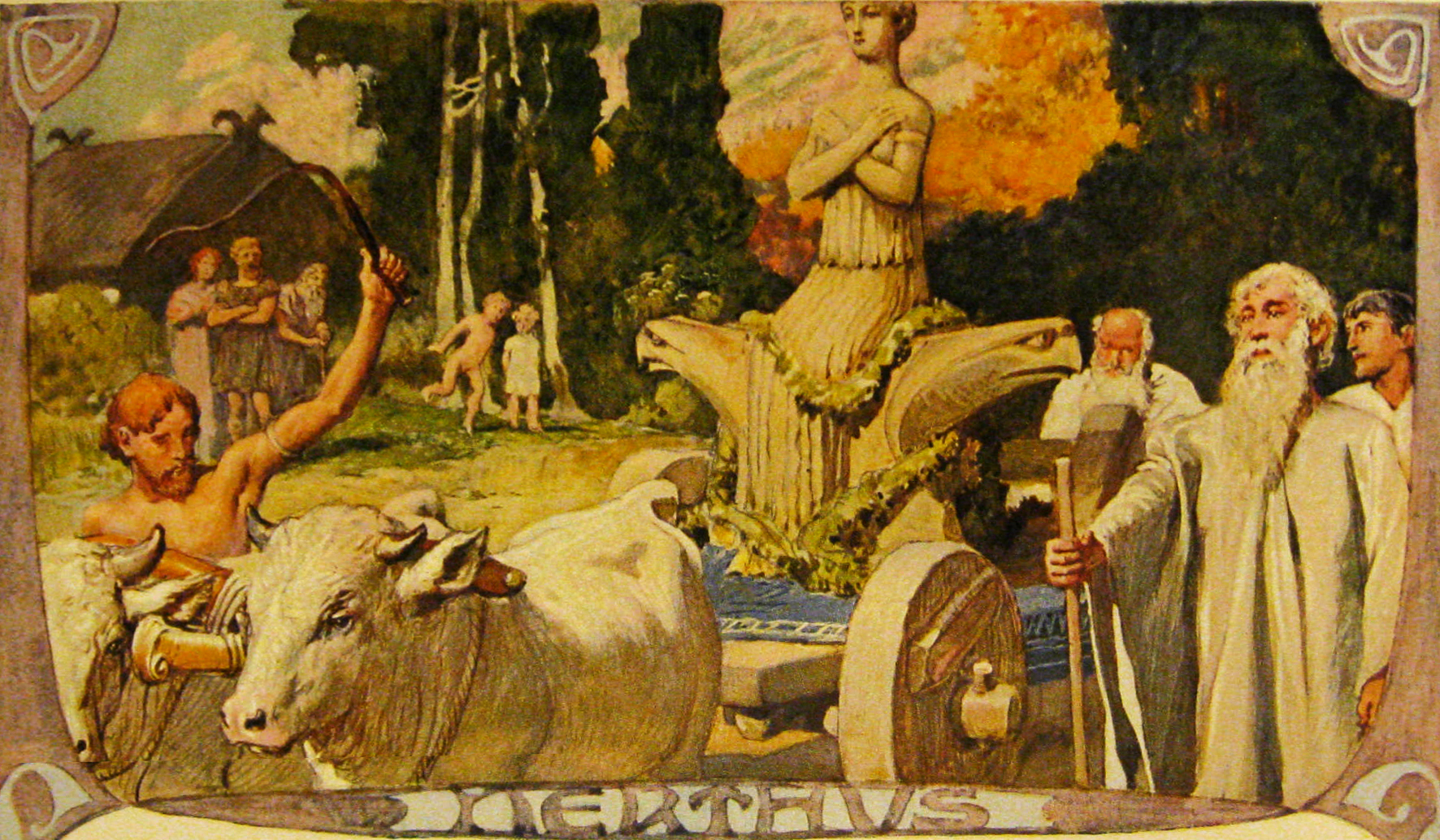
「ネルトゥス」、エーミール・デープラー画（1905年）

ネルトゥス（Nerthus）とは、ゲルマン人がキリスト教化以前に信仰していた多神宗教における豊穣を司る女神である。ネルトゥスは、紀元1世紀ローマの歴史家タキトゥスにより、彼の民族誌的な著書『ゲルマニア』の中でその存在が裏付けられている。

## 概要
『ゲルマニア』において、タキトゥスは執筆時点で遠方にいるスエビ諸族に属する複数の支族がこの女神への共通の崇拝によって団結し、ある大洋中の島で鎮守の森を保守しており、神官のゴジだけが触れることを許されている布で覆われた聖なる荷車(holy cart)がそこに安置されている、と記述している。神官達はこの荷車により彼女の存在を感じ、そして未経産の雌牛に引かれる彼女の荷車（での巡幸）に深い敬意をもって参列する。この女神が来駕される全ての場所で彼女は祝賀と歓待を受け、そして平和が訪れる。鉄製の物体は全て封印されて出すこともできず、戦争に出かける者も誰一人いなくなる。この女神が満ち足りた時、神官らによって彼女は自分の神殿へと戻っていく。その際にこの女神と荷車と布が人里離れた湖で奴隷によって洗われる、とタキトゥスは追記している。この奴隷はその後に溺死させられる。
「ネルトゥス(Nerthus)」という名前は、一般的にゲルマン祖語の*Nerþuz（北欧神話の神格名「ニョルズ」の直接的な祖語）をラテン語化した形とされている。学者達は二柱の説明文に多くの類似点があることを指摘したが、ニョルズは男性の神として確定されている。ゲルマン民族におけるこの女神および後年の彼女の潜在的痕跡に関しては様々な学説が存在しており、その人物は北欧神話の資料2点で述べられているニョルズが妻にした無名の姉妹と同一かもしれない、といった説もある。

## 名前
ネルトゥスは、様々な13世紀の北欧神話作品にて裏付けがあるヴァン神族のニョルズとしばしば同一視され、スカンジナビアの地名に多く見られる。両者の繋がりは「ニョルズ(Njörðr)」と再構されたゲルマン祖語「*Nerþuz」の間の言語学的関係によるもので 、「ネルトゥス」は1世紀頃に「ニョルズ」がラテン語化され女性形になったものとされる。このことが二柱の関係について複数の学説をもたらしており、ニョルズがかつては両性具有の神であった可能性があるとか 、その名はヴァン神族フレイヤとフレイのように兄弟・姉妹という2人組の神の中で忘れられている妻になった姉妹のことかもしれない、などの説がある。
歴史言語学の発展が最終的に「ニョルズ」と「ネルトゥス」の識別を可能にさせたが、この識別が受け入れられる前は他のさまざまな名前の読み方がまかり通っていて、その最も一般的な形式は「ヘルタ（Hertha）」だった。この形は北欧神話の女神の名前ヨルズ（ Jörð、大地）を反映する試みとして提案された。1912年にこの話題について書いているレイモンド・ウィルソン・チェンバーズは、「近代におけるこの女神「ネルトゥス」の歴史は奇妙である。16世紀の学者達は「母なる大地」の名前を「ヘルトゥム（Herthum）」に訂正したい誘惑に抗しきれなかったことが分かっており、19世紀の学者達がそれをさらに「ヘルタム（Hertham）」、「エルタム（Ertham）」へと改変したのだ。何年もの間、この偽りの女神がいて『ゲルマニア』第40章から正しい神格は出てこれずにいた」と述べている。学説が取って代わるまでの間に、ヘルタという名前は若干の影響を及ぼした。例えば、ヘルタとヘルター湖（後述「場所」の節を参照）は、ドイツの小説家テオドール・フォンターネが1896年に書いた小説『エフィ・ブリースト』で大きな役割を演じている。

## 『ゲルマニア』
著書『ゲルマニア』にて、ゲルマン地域のスエビ族について論じているローマの歴史家タキトゥスは、第38章から第40章において首族とされるセムノーネース族と好戦的なランゴバルド族のほか、スエビに属する支族が7つあると記している。それはレウディーグニー（Reudigni）、アウィオーネース（Aviones）、アングリーイー（Anglii）、ワリーニー（Varini）、エウドセース（Eudoses）、スアリーネース（Suarines）、ヌイトーネース（Nuitones）である。7つの部族は川や森林に囲まれており、タキトゥスによると、個別では特に記述に値するものはないが、彼らはみな女神ネルトゥスを崇拝している点で特に際立っており、その集団における女神崇拝の記録が残されている。その章の読解は次のとおり。 

| ラテン語: Contra Langobardos paucitas nobilitat: plurimis ac valentissimis nationibus cincti non per obsequium, sed proeliis ac periclitando tuti sunt. Reudigni deinde et Aviones et Anglii et Varini et Eudoses et Suardones et Nuithones fluminibus aut silvis muniuntur. Nec quicquam notabile in singulis, nisi quod in commune Nerthum, id est Terram matrem, colunt eamque intervenire rebus hominum, invehi populis arbitrantur. Est in insula Oceani castum nemus, dicatumque in eo vehiculum, veste contectum; attingere uni sacerdoti concessum. Is adesse penetrali deam intellegit vectamque bubus feminis multa cum veneratione prosequitur. Laeti tunc dies, festa loca, quaecumque adventu hospitioque dignatur. Non bella ineunt, non arma sumunt; clausum omne ferrum; pax et quies tunc tantum nota, tunc tantum amata, donec idem sacerdos satiatam conversatione mortalium deam templo reddat. Mox vehiculum et vestes et, si credere velis, numen ipsum secreto lacu abluitur. Servi ministrant, quos statim idem lacus haurit. Arcanus hinc terror sanctaque ignorantia, quid sit illud, quod tantum perituri vident. | A・R・バーリー読解の訳: 対照的に、ランゴバルド族は数が少ないことで際立っている。 従順性ではなく戦いと大胆さによって自分達を守ってきた多くの屈強な民族に囲まれている。彼らの隣にはRuedigni、Aviones、Anglii、Varini、Eudoses、Suarines、Huitonesがいて、川と森林によって守られている。これら国家の個別について特に注目に値するものはないが、彼らは共通してネルトゥス、すなわち母なる大地、の崇拝が際立っており、彼女が人間関係に介入して彼らの民族じゅうを取り持ってくれると信じている。大洋の島には鎮守の森があり、そこには神官だけが触れてよい布で覆われた、神聖化された二輪の牛車がある。彼が最奥の聖廟 に女神の存在を感じ取り、大きな敬意を払って彼女の牛車に彼女をエスコートすると、それが牝牛によって牽引される。その時は歓喜の日々であり、彼女が訪問しておもてなしを受ける予定となっている場所はどこでも田舎はお祭りを祝う。誰も戦争に赴かず、武器を取りだす者もなく、鉄製のあらゆる物体が閉じ込められて、それから初めてその時に彼らは平和と平穏を経験する。女神が人間社会を満たしてしまい、神官が彼女を彼女の神殿に連れ戻すその時まで、彼らはそれらを称賛するのみである。その後、牛車と布と、もしそれを信じるのなら、神である彼女自身が秘密の湖で洗われる。 この任務を実行する奴隷は直ちに同じ湖に沈められる。死にゆく者達だけが見られるだろうものを彼らに知らさないようにしており、それゆえ恐ろしいほどの神秘さと敬虔さが起こるのである。 | J・B・ライヴズ読解の訳: ランゴバルド族は、対照的に人数の少なさが際立っている。服従ではなく戦闘とその苦難の中に安全性を見いだす多くの屈強な民族によって彼らは丸く輪になっている。彼らの後に来るReudingi、Aviones、Anglii、Varini、Eudoses、Suarini、Nuitonesは川や森の城壁の背後にいる。これらの民族に関して個別で特に注目に値するものはないが、彼らは共通してネルトゥス、あるいは母なる大地への崇拝が際立っている。彼女は人間関係における自分自身に興味があり、彼らの民族間を取り持ってくれると彼らは信じている。大洋の島には聖域の森があり、森の中には神官だけが触れてよい布で覆われた、神聖化された荷車がある。彼女の荷車は出産経験のない若い雌牛によって牽引されるので、神官はこの最も神聖な場所に女神の存在を認識し、最も深い敬意を表して彼女に接する。それから歓喜の日々と祝宴が、彼女が訪問して楽しまれる予定の全ての場所で続く。誰も戦争に赴かず、誰も武器を取り出さない。鉄製のあらゆる物体が閉じ込められている。その時、その時だけは平和であり静穏が知られて愛される。彼女が人間の親交を満たしてしまい、神官が女神を再び寺院に戻すまでは。その後、荷車と布と、もしあなたがそれを信じるのなら、女神自身が人里離れた湖できれいに洗われる。この奉仕は直後に湖に沈められる奴隷によって実施される。したがって、神秘さが、死ぬ運命にある者達だけが見ることができる光景が何であるかを尋ねる恐怖と不本意な敬虔さをもたらしている。 |  |

## 学説と解釈
ネルトゥスの容姿に関しては、記述にある出来事が起こった場所、既知の他神格との関係、そしてゲルマン民族における彼女の役割を含め、多くの学説が提唱されている。

### 場所
幾人かの学者は、タキトゥスの記述したネルトゥスの可能性がある場所としてデンマークのシェラン島を提唱している。
この見解の背景となる推論は、ネルトゥスという名前とシェラン島にある中世の地名Niartharum（現:ネールム）とのつながりである。さらなる根拠として、デンマーク古代王の玉座があるライレもまたシェラン島にある。ネルトゥスはそこから、散文エッダの本『ギュルヴィたぶらかし』でスウェーデンからシェラン島を耕し、ライレにて伝説のデンマーク王スキョルドと結婚したと言われている女神のゲフィオンとよく比較される。
チェンバーズは、ヘルタという誤った名前（上述「名前」の節を参照）がドイツのリューゲン島にあるヘルター湖という水名を導いたと指摘し、古物研究者達はそこをタキトゥスに記述されたネルトゥス地点の可能性がある場所だと提唱した。しかしながら、ヘルタの解釈が否定されたことに伴って、そこはもはや見込みのある場所とは見なされなくなっている。

### ヴァン神族での類似習慣
ネルトゥスは一般的にヴァン神族の女神だと認識されている。彼女の台車旅は、いくつかの考古学的な台車の発見および台車で巡幸する神の伝説に例えられている。テリー・ガネルほか多数の者は、西暦200年および青銅器時代にさかのぼるデンマークにおける儀式用台車の様々な考古学的発見を指摘している。そうした曲がれない祝賀用の台車はオーセベリ船で発見された。最も有名な文学的な例が2点、アイスランド一族のサガにある。14世紀の『フラート島本』という写本の「ハウク・ハーブロークの話」という後年の物語によると、ヴァン神族のフレイは田畑を祝福する女性神官を従えて毎年国じゅうを台車に乗って巡ると言われている。同じ資料で、スウェーデンのエリク王は Lýtirという名前の神に相談していて、占いの儀式を行うためその神の台車が彼の広間に運ばれたと言われている。
ヒルダ・デビッドソンは、これらの事象とタキトゥスのネルトゥス記述との間を並列に描き、さらに「馬車を運転するかのようにひざまずいている」首輪を着けている女性像もまた青銅器時代からのものだと示唆している。デビッドソンは、異教（キリスト教化以前）時代が終焉を迎える間も、タキトゥスの記録に詳述されているのと同様の習慣が、ヴァン神族崇拝を通して存在し続けたことを、この証拠は示唆していると言及している。 

## 現代への影響
小惑星の601ネルトゥスは女神ネルトゥスにちなんで名づけられた。